# Архиепархия Святого Германа
Архиепархия святого Германа (лат. Archidioecesis Sancti Germani) — архиепархия Римско-Католической церкви с центром в городе Римуски, Канада. В архиепархию святого Германа входят епархии Бе-Комо, Гаспе. Архиепархия носит имя святого Германа Парижского. Кафедральным собором архиепархии является собор святого Германа в городе Римуски.

## История
15 января 1867 года Святым Престолом была учреждена епархия святого Германа, выделившаяся из архиепархии Квебека. 29 мая 1882 года епархия святого Германа уступила часть своей территории Апостольской префектуре Залива Лаврентия (сегодня — Епархия Бе-Комо) и 15 мая 1922 года — епархии Гаспе.
19 февраля 1946 года епархия святого Германа была преобразована в архиепархию.

## Ординарии архиепархии
- епископ Jean-Pierre-François Laforce-Langevin (15.01.1867 — 6.02.1891);
- епископ André-Albert Blais (6.02.1891 — 23.01.1919);
- епископ Joseph-Romuald Léonard (18.12.1919 — 9.11.1926);
- епископ Georges-Alexandre Courchesne (1.02.1928 — 14.11.1950);
- архиепископ Charles Eugène Parent (2.03.1951 — 25.02.1967);
- архиепископ Louis Lévesque (25.02.1967 — 27.04.1973);
- архиепископ Joseph Gilles Napoléon Ouellet (27.04.1973 — 16.10.1992);
- архиепископ Bertrand Blanchet (16.10.1992 — 3.07.2008);
- архиепископ Pierre-André Fournier (3.07.2008 — 10.01.2015).
- архиепископ Denis Grondin (4.05.2015 — по настоящее время).

## Источник
- Annuario Pontificio, Libreria Editrice Vaticana, Città del Vaticano, 2003, ISBN 88-209-7422-3